# مووروگ
مووروگ (به آلمانی: Moorweg) یک شهر در آلمان است که در Esens واقع شده‌است. مووروگ ۹۲۳ نفر جمعیت دارد.